# Antonio Maggio
Antonio Maggio (San Pietro Vernotico, 8 agosto 1986) è un cantautore italiano.
Nel 2013 ha vinto la sessantatreesima edizione del Festival di Sanremo nella categoria "Giovani" con il brano Mi servirebbe sapere.

## Biografia

### Primi anni e Aram Quartet (2003-2010)
Nel 2003 ha partecipato al Festival di Castrocaro.
Negli anni a venire entra a far parte, come corista, dell'Orchestra Terra d'Otranto, che si esibisce in programmi televisivi della Rai come il Premio Barocco e il Premio Regia Televisiva Nel 2005 cerca di entrare tra i giovani del Festival di Sanremo 2006, ma viene scartato durante l'Accademia di Sanremo. Dopo di ciò ha la sua prima esperienza discografica. e inizia un corso di canto jazz a Taranto.
Nel 2007, insieme agli amici Antonio Ancora, Michele Cortese e Raffaele Simone, avvia il progetto Aram Quartet, vocal band che entra a far parte della prima edizione di X Factor. Il gruppo vince il talent show e ottiene un contratto discografico con l'etichetta Sony Music; provano l'accesso al Festival di Sanremo 2009 ma vengono esclusi. Il gruppo non rispecchia le aspettative sperate e nel 2010 la Sony non rinnova il contratto, portando gli Aram Quartet allo scioglimento.

### Carriera solista,Nonostante tutto(2011-2013)
Nel 2011 firma con l'etichetta discografica indipendente Rusty Records che pubblica il primo singolo da solista di Maggio, Inconsolabile.
Nello stesso anno chiede l'ammissione alla sezione Social del Festival di Sanremo 2012 con il brano Nonostante tutto, brano che non supera la selezione, ma pubblicato come singolo il 26 febbraio 2012.
A febbraio 2013 con la Rusty Records partecipa al Festival di Sanremo, diretto dal maestro Massimo Morini, vincendo nella sezione "Giovani" con il brano Mi servirebbe sapere pubblicato successivamente per la Universal, venendo certificato disco d'oro per le 15 000 copie vendute; segue l'album Nonostante tutto.
Nel 2013 partecipa nella categoria "Giovani" al Summer Festival 2013 con il brano Anche il tempo può aspettare, risultando vincitore della terza puntata e arrivando in finale.

### L'equazione(2014-2016)
Il 20 settembre 2013 viene pubblicato il singolo Santo lunedì, divenuto sigla del programma sportivo Il processo del lunedì su Rai Sport 1. Il 4 aprile 2014 entra in rotazione radiofonica il singolo L'equazione, singolo apripista del secondo album di Maggio, dal titolo omonimo. L'album ha debuttato alla posizione 29 della classifica italiana degli album. Il 18 luglio 2014 esce il nuovo singolo di Moreno in duetto con Antonio Maggio, dal titolo L'interruttore generale (canzone d'autore).
Il 4 novembre 2016 esce il singolo inedito Amore pop.

### Anni 2020
Il 4 febbraio 2020 il cantante ha preso parte in qualità di ospite alla prima serata del Festival di Sanremo insieme a Gessica Notaro, interpretando il brano La faccia e il cuore, brano divenuto ben presto un manifesto contro la violenza sulle donne, scritto dallo stesso Maggio insieme a Ermal Meta.
Il 24 marzo 2023 è uscito l'EP Maggio, composto da sei brani, tra cui il singolo Una formalità.

## Discografia

### Da solista
Album in studio
- 2013 – Nonostante tutto
- 2014 – L'equazione

EP
- 2023 – Maggio

Singoli
- 2011 – Inconsolabile
- 2013 – Mi servirebbe sapere
- 2013 – Nonostante tutto
- 2013 – Anche il tempo può aspettare
- 2013 – Santo lunedì
- 2014 – L'equazione
- 2014 – Stanco (feat. Clementino)
- 2014 – L'interruttore generale (canzone d'autore) (Moreno feat. Antonio Maggio)
- 2016 – Amore pop
- 2019 – Il maleducato
- 2020 – La faccia e il cuore (feat. Gessica Notaro)
- 2022 – Stati d'animo e d'accordo
- 2023 – Una formalità
- 2023 – Serenata d'oltreoceano (feat. Alessandro Quarta)

### Con gli Aram Quartet
- 2008 – ChiARAMente (EP)
- 2009 – Il pericolo di essere liberi

## Premi e riconoscimenti
- 2013 – Premio Emanuele Luzzati al Festival di Sanremo.
- 2013 – Premio della Sala Stampa Radio e TV nella categoria "Giovani" al Festival di Sanremo.